# Tonjon
Le tonjon est une langue mandée éteinte, autrefois parlée par les forgerons chez les Djimini Senoufo de Côte d'Ivoire. Elle était étroitement liée au Ligbi, une autre langue de forgeron.